# Okres Elbląg
Okres Elbląg (polsky Powiat elbląski) je okres v polském Varmijsko-mazurském vojvodství. Rozlohu má 1430,55 km² a v roce 2019 zde žilo 57 211 obyvatel. Sídlem správy okresu je město Elbląg, které však není jeho součástí, ale tvoří samostatný městský okres.

## Gminy
Městsko-vesnické:
- Młynary
- Pasłęk
- Tolkmicko

Vesnické:
- Elbląg
- Godkowo
- Gronowo Elbląskie
- Markusy
- Milejewo
- Rychliki

## Města
- Młynary
- Pasłęk
- Tolkmicko

## Sousední okresy
| Růžice kompasu | Nowy Dwór Gdański | Nowy Dwór Gdański | Braniewo           | Růžice kompasu |
| Růžice kompasu | Malbork           | Sever             | Lidzbark Warmiński | Růžice kompasu |
| Růžice kompasu | Malbork           | Okres Elbląg      | Lidzbark Warmiński | Růžice kompasu |
| Růžice kompasu | Malbork           | Jih               | Lidzbark Warmiński | Růžice kompasu |
| Růžice kompasu | Sztum             | Sztum             | Ostróda            | Růžice kompasu |